# Jagmander Balyan Singh
Jagmander Balyan Singh (* 1. března 1956) je bývalý indický zápasník, volnostylař. Dvakrát startoval na olympijských hrách. V roce 1980 na hrách v Moskvě, v kategorii do 68 kg vybojoval čtvrté místo a v roce 1984 na hrách v Los Angeles ve stejné kategorii vypadl ve čtvrtém kole.
V roce 1982 startoval na mistrovství světa, kde obsadil deváté místo. Ve stejném roce zvítězil na hrách Commonwealthu. Čtyřikrát startoval na mistrovství Asie, v roce 1983 se umístil na 3 místě, v roce 1982 na čtvrtém a v letech 1974 a 1978 na pátém.